# 매실청

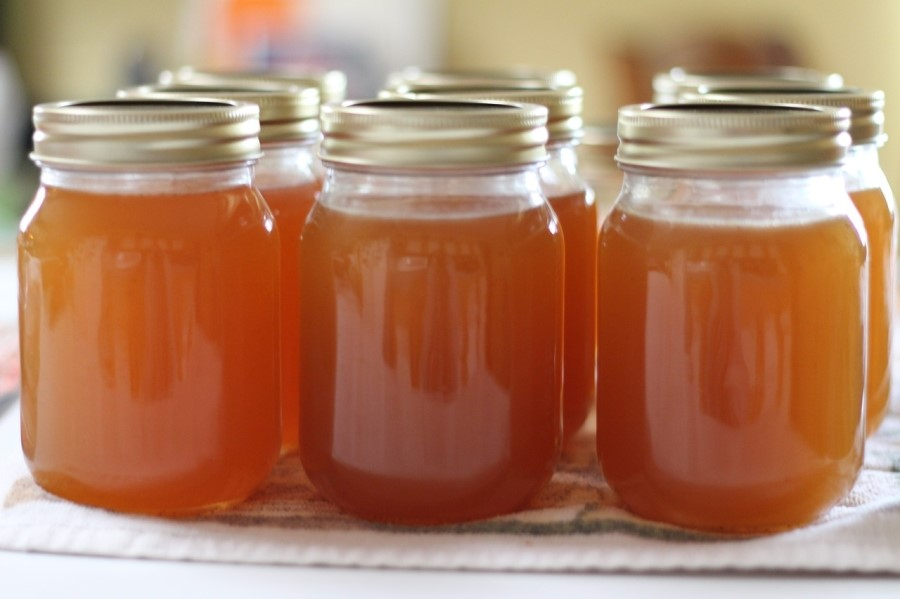
매실청

매실청은 매실로 만든 청이다. 매실차로 마시거나, 달콤한 맛을 내는 조미료로 이용한다.
전라남도에서는 씨를 제거하고 저며 썬 익은 황매실과 설탕을 유리병에 켜켜이 담아 3일간 재워두었다가 물을 따라내어 5∼6시간 조려 만든다.